# Giornata del Giappone a Düsseldorf
La Giornata del Giappone (in lingua tedesca: Japan-Tag) è una festività che si tiene ogni anno il 4 ed il 5 maggio a Düsseldorf in Germania.
Il land della Renania Settentrionale-Vestfalia è la dimora della più vasta comunità giapponese d'Europa.
Nel 2005 ha attratto oltre 1,2 milioni di turisti.

## Programma

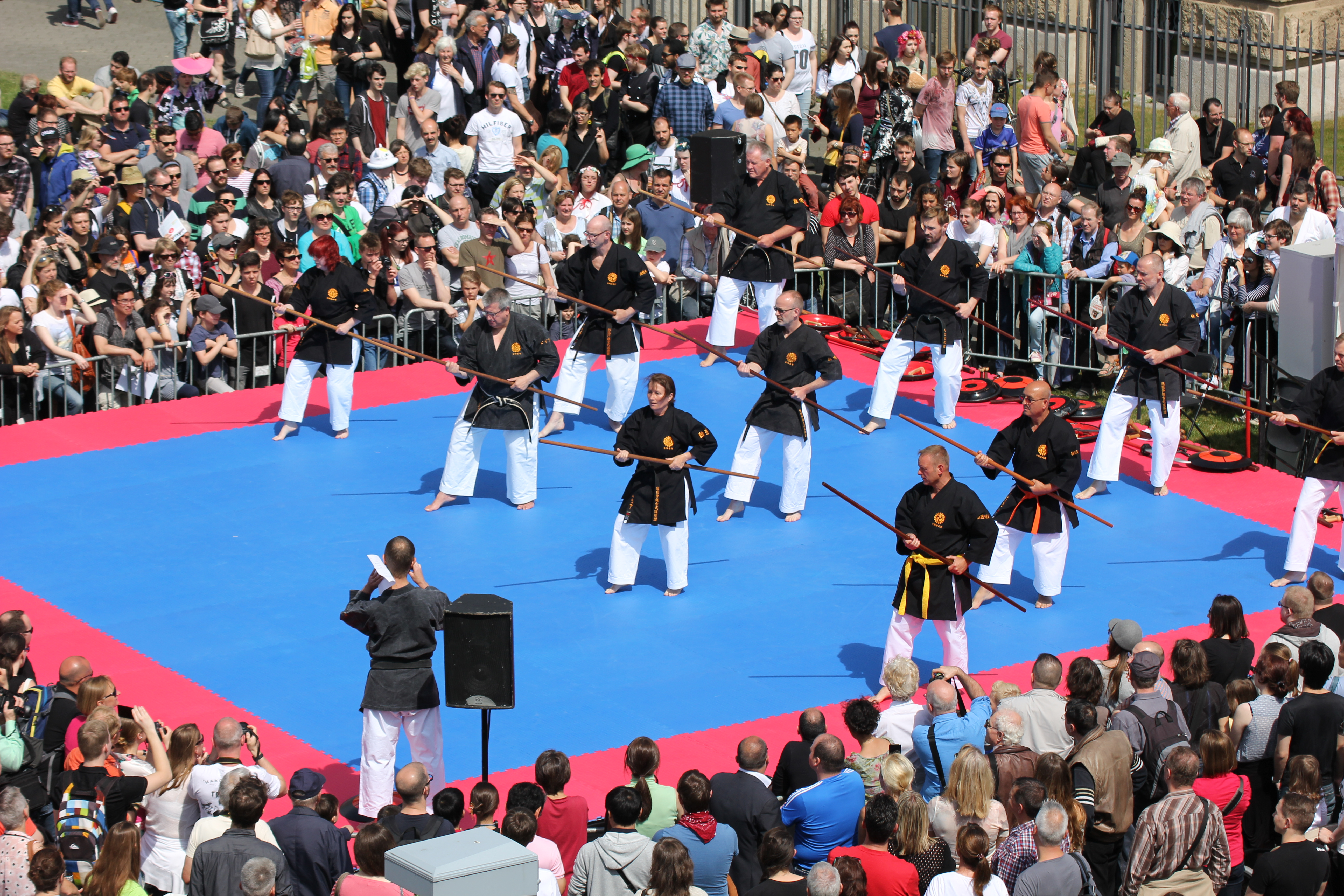
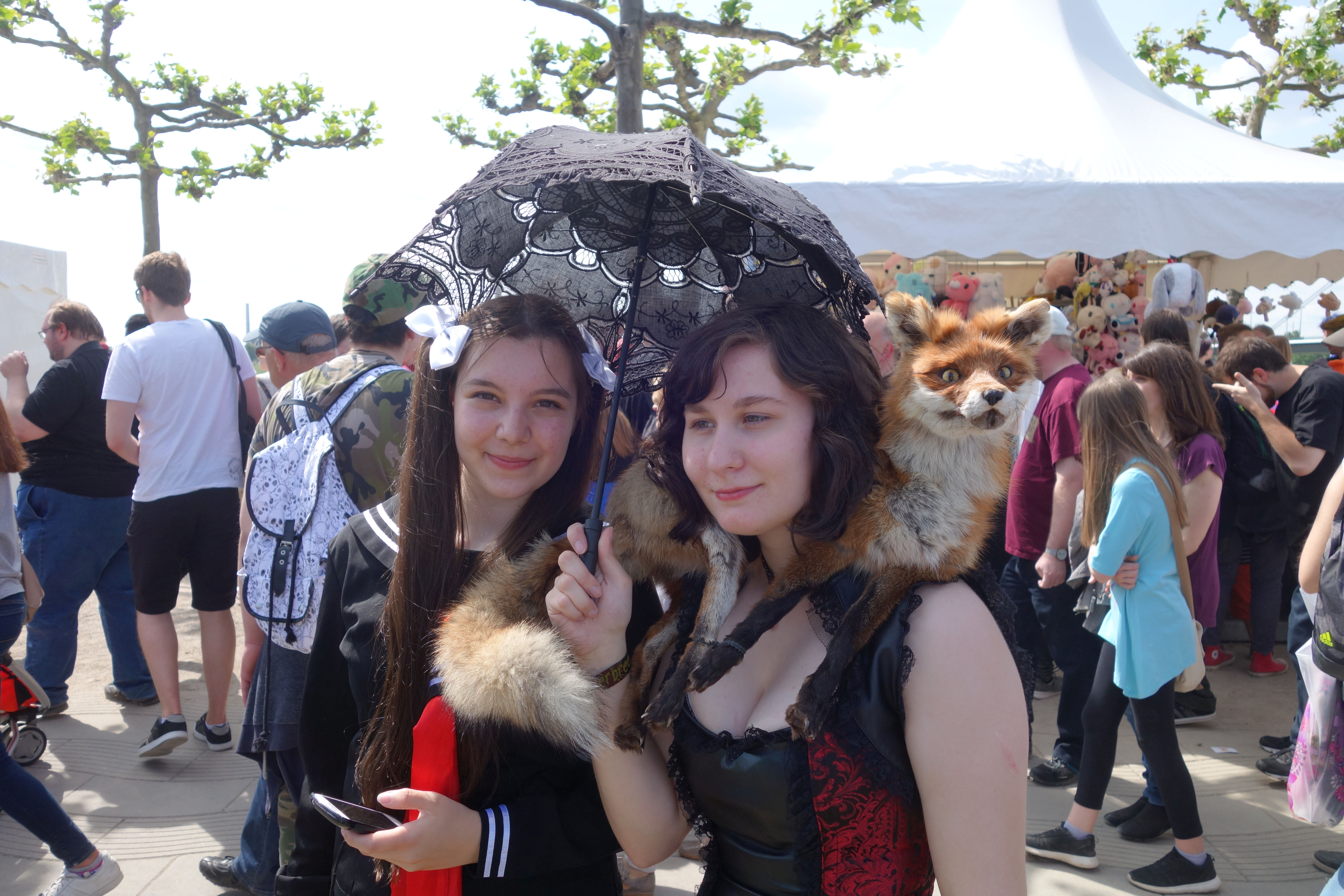
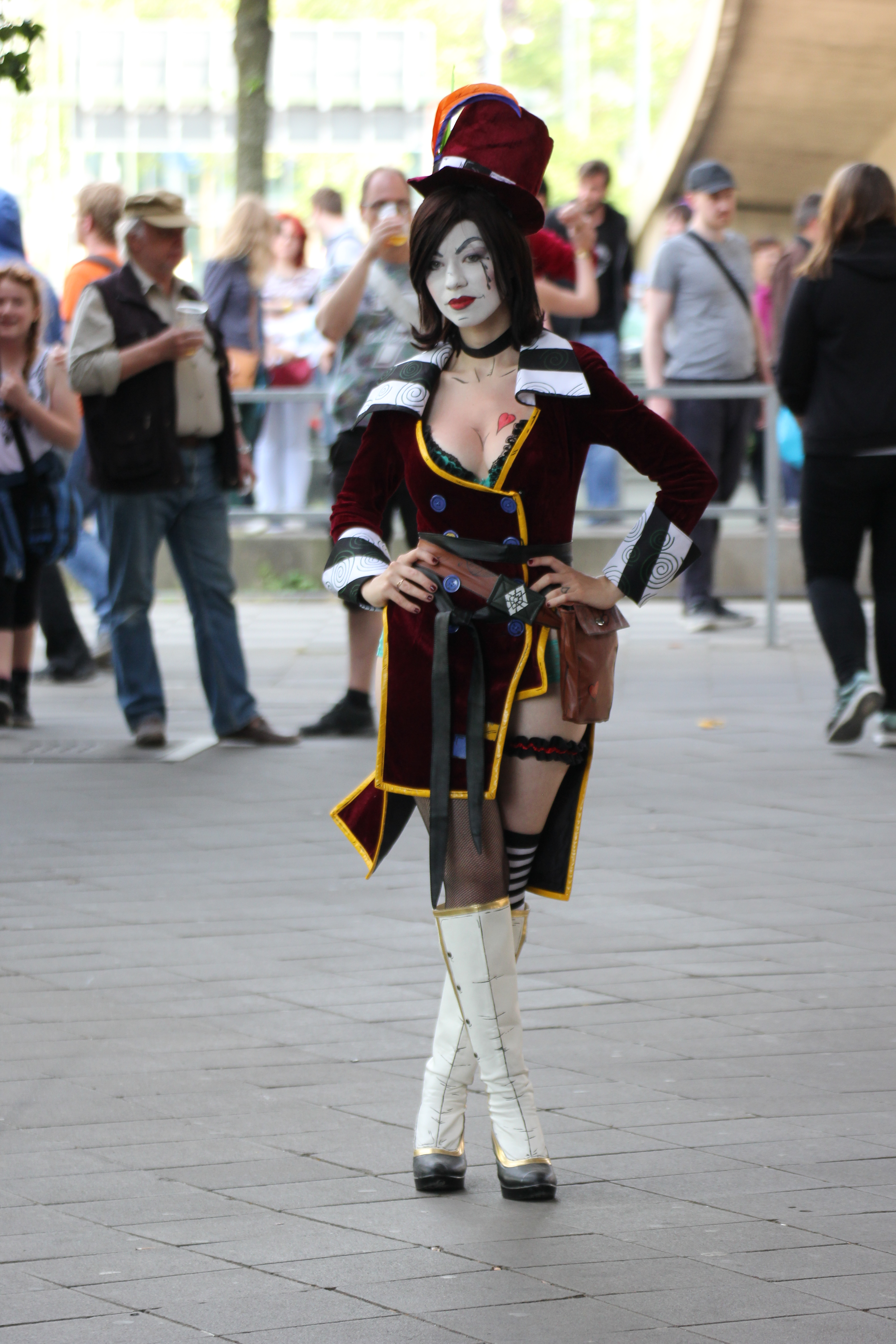
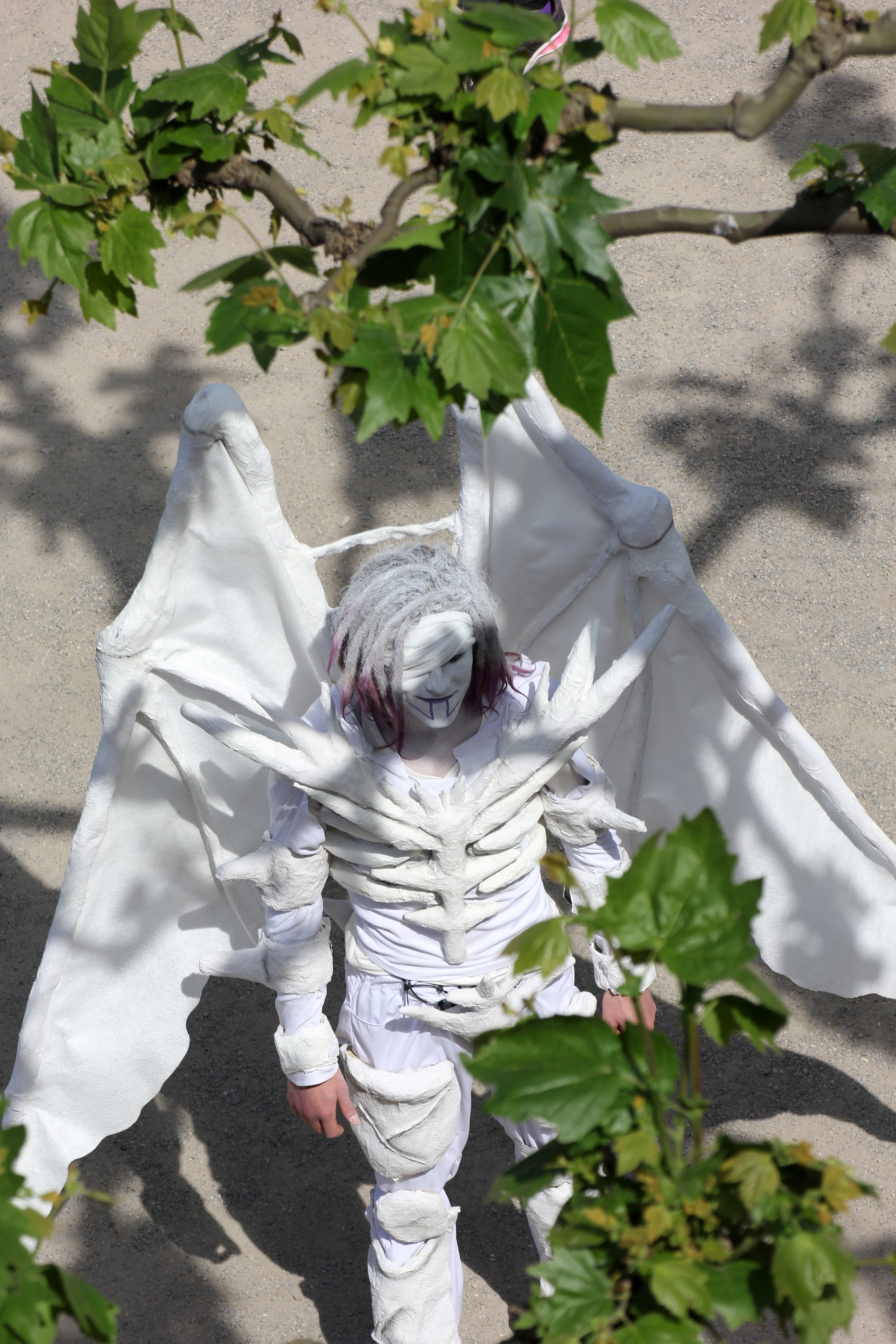
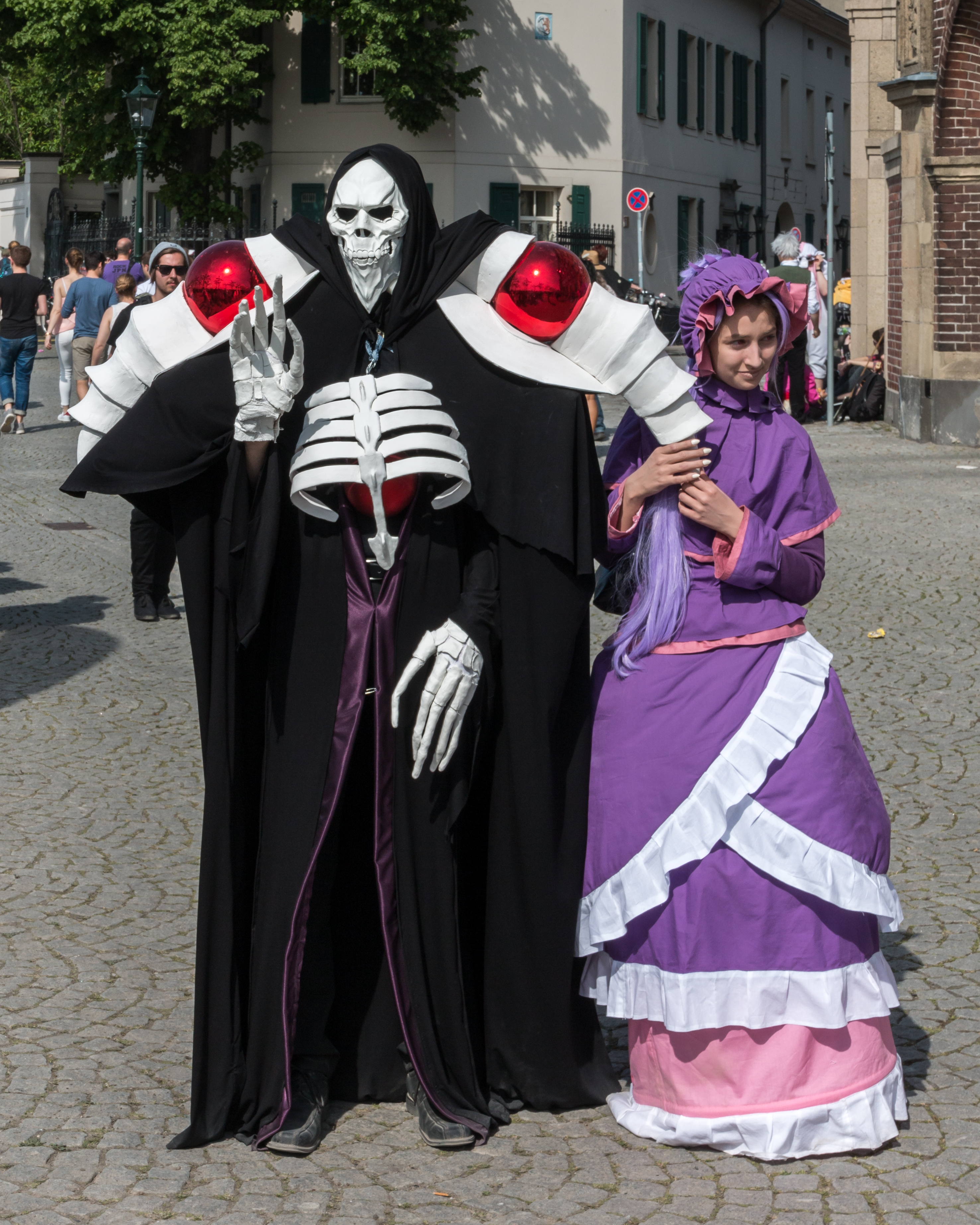
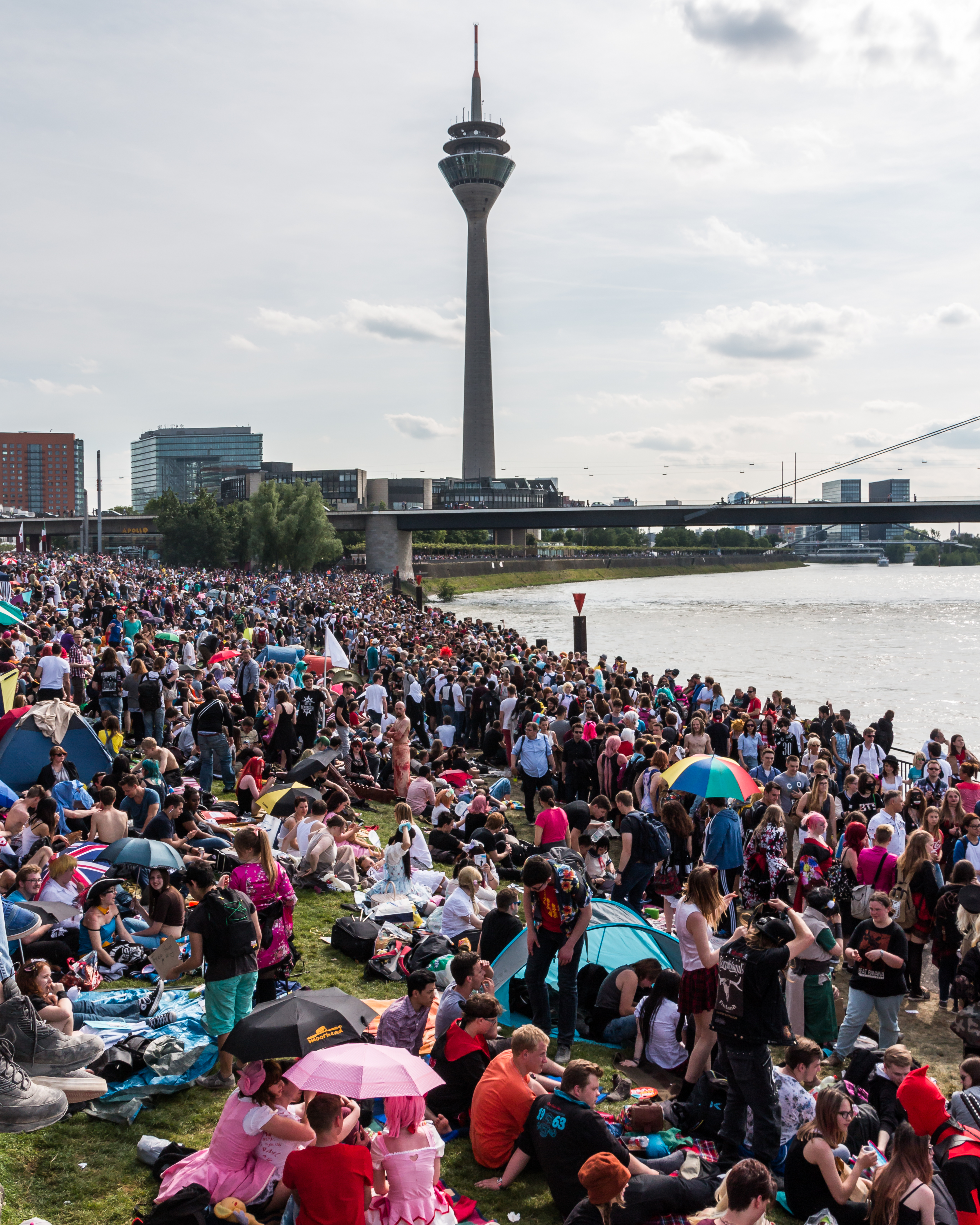

La Giornata del Giappone è caratterizzata dalla vendita i tradizionali cibi e bevande giapponesi, oltre che da numerose iniziative culturali e sportive, come gli spettacoli dedicati alle arti marziali giapponesi.  Durante gli eventi passati si sono svolte esibizioni musicali di artisti giapponesi, come i suonatori di koto,  le corali, i gruppi di J-pop e J-Rock.
Sono presenti alcune bancarelle dove vengono proposti oggetti tipici della cultura del Giappone, come il kimono, o bevande tipiche come il sakè. Un'altra attrazione è l'allestimento di un tipico campo delle armate samurai.
La danza di Bon, tenuta nel pomeriggio, è l'evento finale: gli spettatori vengono invitati a partecipare al ballo, durante il quale vengono distribuiti ai partecipanti i tradizionali ventagli giapponesi e giacche di cotone, gli Happi.
La celebrazione si chiude con uno spettacolo di fuochi artificiali giapponesi, suddiviso in più parti, ognuna dedicata ad un argomento differente.